# 工業大麻
工業大麻（英語：industrial hemp），又譯工業用大麻，法律名詞，意指可用於工業用途的大麻品種，可用於織布或紡線、製作繩索、編織漁網和造紙等用途。隨著20世紀初美國將大麻列為毒品後，各國多跟進，禁止大麻使用，但大麻原有多種用途，因此部份國家在法律上，允許種植合法種植部份品種大麻，來作為工業用途。
中華人民共和國將大麻區分為毒品大麻，以及工業大麻兩種品項，工業大麻為四氫大麻酚含量低於0.3%的大麻，是大麻科大麻属一年生草本植物，在中国获取合法种植的工业大麻均是低含毒量的品种。中華人民共和國現為工業大麻產量最高的國家，於2018年，供應全球25%的市場。
2010年1月1日，云南省施行了《云南省工业大麻种植加工许可规定》，成为全国至今唯一以法规形式允许并监管工业大麻种植的省份。根据《中国农业统计年鉴》和联合国粮农组织的统计数字显示，目前中国已是工业大麻种植面积最大的国家，种植面积占全世界一半左右。云南是世界大麻的原产地之一，全国仅黑龙江和云南能够进行工业导向大麻种植。云南也是工业大麻种植的最适宜区域，拥有国内唯一具备产业化开发的品种资源和原料资源。在云南省的昆明、玉溪、红河、文山、楚雄、丽江、保山、曲靖、西双版纳等十多个州、市的县乡均开展规模种植。中国工业大麻生育周期约110-130天左右，云南特殊的气候条件适宜种植。
云南省公安厅禁毒局提供的数据显示，2010年以来，云南共核定种植工业大麻22万多亩，遍及13个州（市）的38个县（市、区）。

## 工业大麻的生长特征
工业大麻具有高度抗虫，寒性好，深层的根系有助于保护土壤，密集的生长特征；基本免于杂草生长，生命力高于其他纤维作物。

## 工业大麻的栽培
工业大麻对土壤肥力反应特别敏感，无论选用哪种土壤或前茬栽培大麻，都应重视土壤耕作措施和大量施用有机肥料，方能达到高产稳产效果。
在工业大麻的生长的过程中需从土壤中获得的矿物养分有：氮、磷、钾、钙、镁、硫等；需从空气和水中获取非矿物元素：碳、氢、氧等；工业大麻要求土壤pH值至少在6以上；大多数种子的活力周期是1-2年，大麻种子也不例外，所以一定要在种子的最佳活力周期进行种植。

## 工业大麻的生长条件
温度：工业大麻对温度要求不高，在土温1℃以上时可发芽，但要出苗整齐，一般宜在土温8～10℃时播种。种子发芽后10～15天内能耐3～5℃的低温和更低的温度；在-5℃的低温下，它的生长会延迟一些。但是如能供应充分的水分和营养物质，则苗期的低温对以后的发育和产量影响不大。籽用工业大麻喜寒，昼夜温差较大有利于提高大麻籽粒的产量和质量。
光照：大麻是喜光作物。籽用栽培时，强光有利于麻株腋芽萌发和花序发育，从而提高种子产量。在纤维用栽培时，弱光能抑制腋芽萌发，减少分枝促进顶端生长，有利于提高纤维产量和品质。
大麻是短日照作物，缩短日照可以促进开花，但植株矮小，纤维产量低，籽粒成熟早；延长日照，则能延迟开花，由于营养生长期延长，植株生长高大，纤维产量高。
光照条件对大麻的生长发育有着显著影响，因此在生产上，常采用南麻北种的办法，延长营养生长期来提高纤维产量；北麻南种，可缩短生育期，适于无霜期特短的地区籽用或复播籽用麻。
水分：纤维用工业大麻需水量较大，全生育期需要500－700mm的降水量，快速生长期（株高增加4～6厘米/天）土壤湿度宜高，以土壤水分为土壤田间持水量的70%～80%时，生长发育最好，有利于提高纤维产量。但工业大麻同时又耐旱、耐瘠薄，籽用时，干旱对工业大麻营养生长影响较大，植株矮小，对籽粒产量影响稍小。工业大麻生长力特别强，即使在非常贫瘠的土地也不会绝产，只是产量较低，因而在严重贫瘠地区可种植籽用工业大麻。
养分：纤维用工业大麻对氮、磷、钾要求很高，以氮素最多，钾素次之，磷素最少，氮磷钾三者配合施用，增产效果显著，钾肥有提高纤维产量和品质效果。籽用工业大麻对养分需求较低，以农家肥较好，化肥以适量氮肥，增施磷、钾肥。氮肥较高会造成植株徒长，浪费养分；增施磷肥可提高籽粒产量；钾肥可提高籽粒含油量。

## 工业大麻种植的具体步骤

### 1月-4月
选地：土层深厚、保水保肥力强、土质松软肥沃、排水良好的砂质壤土为好，pH值以6－6.5微酸性为好。
轮作：与水稻、蔬菜及黄麻等作物轮作，可减少病虫，提高蓄养能力。
整地：根据具体耕种地情况而定，麻地宜畦作，宽可为1.0－2.3米。
施肥：大麻3/4养分须在生育前期吸收，但苗期根系生长缓慢，吸收能力弱，应施足基肥，一般厩肥、土粪或绿肥1500—2500千克、草木灰40—50千克等。
播种：选择纯净饱满，充实完整，无病虫害，大小均匀，色泽新鲜，发芽率高，小粒种及大粒种的千粒重应分别在20克和25克以上，发芽率95％以上，含杂率不多于5％。播前用清水漂洗种子，后浸水2-3天，取出曝晒1天，再行播种。

### 4月-7月
4-7月份为大麻耕种时期，具体步骤为间苗、定苗、补苗中耕、施肥、培土、灌溉和排水等事宜。
在此期间应注意防止风灾、病虫防治等工作。
大麻生长期间因茎秆高大，易遭风灾，为此，应采取精细整地，培育壮苗，晚灌头水，轻灌勤灌；适量追氮，增加磷钾肥等措施。

### 7月-9月
收获：大约在7—8月收获纤维用大麻；大约9月间收获种用大麻。
收获标准：麻株中下部叶片脱落，茎叶呈黄白色，上部茎叶黄绿色或在雄花盛开、雌花结有小果时进行。注意：要成熟期不同分次收获。

## 工业大麻的用途
食品：大麻产品中相当一部分属于食品类别。健康食谱中常见火麻籽，带壳或去壳的火麻籽可以购买，这些通常被称为火麻仁。其他大麻食品包括大麻牛奶和火麻蛋白粉。大麻蛋白比杏仁奶含有更多的蛋白质和健康脂肪，但它的热量比牛奶少。完整的蛋白质很少能从植物来源中找到，但在植物基蛋白方面，它包含人类必须从食物中获取的全部9种必需氨基酸。。
纤维：在棉花工业真正盛行之前，人们用大麻生产衣服。这是因为大麻有纤维茎，非常适合织成布。大麻纤维用途广泛，但它在纺织品和服装中的使用是最常见的使用方式之一。
燃料：大麻生物燃料作为一种可能性正在被讨论，科学家们正在寻找一种方法来制造一种环境可持续的燃料。大麻燃料是纤维素乙醇的一种形式，这意味着生物燃料可由大麻的纤维茎制成的。
塑料：大麻基塑料属于生物塑料的范畴，目前还不普遍。专家们不确定生物塑料是否可以作为广泛使用的塑料的可行替代品。但是，至少部分转向生物塑料可能是个好主意。
纸：大麻纸实际上已经使用了数百年。古埃及人用大麻制造纸，独立宣言的第一稿写在大麻纸上。人们认为，第一张大麻纸是在公元前200-150年在中国制造的。纸可以用大麻植物的长韧皮纤维（草皮）或短韧皮纤维（纸浆）制成。草皮是强度的首选，而纸浆则更容易制造。在20年的周期中，仅一英亩的大麻就能生产与4-10英亩的树木相同数量的纸张。这是因为大麻的生长速度快于树木，并且还含有更多的纤维素。大麻纸不仅更可持续，而且更耐用。与我们现在使用的纸张不同，它不会随着时间而变黄。
清洁土壤：大麻植物可以在恶劣的野外条件下生存。它的特征之一是它是一种生物蓄积剂，这意味着它可以从土壤中吸收东西。2001年，人们发现大麻可以从地球上提取铅，镉和镍。在这项研究中，研究人员将大麻种植在被污水污染的土壤中进行实验。还有人建议在切尔诺贝利种植大麻植物，以清理污垢。
宠物食品与床上用品：大麻宠物市场现在非常大，为宠物提供各种基于大麻的美食。实际上，许多CBD零售商都出售以大麻为基础的宠物零食。
DM CBD油：大麻二酚是从工业大麻植物中合法提取的，这意味着大麻对蓬勃发展的CBD产业至关重要。大麻油用途广泛。支持《生物多样性公约》的人声称它可以做各种事情。作为食品补充剂， 可以用作酊剂 ，胶囊或是药贴等。CBD（国内称麻宝愫DM CBD）的合法品种必须来自工业大麻植物。
大麻混凝土（Hemp concrete）：大麻混凝土是一种独特的建筑材料，是生物纤维大麻和矿物粘合剂（石灰）的复合材料。这些成分与水掺杂在一起后，石灰粘合剂和水发生化学反应，导致粘合剂凝固并将粘合的颗粒粘在一起，当粘合剂固化、水分蒸发并且混合物干燥后，大麻混凝土材料便生成了。

## 概论
大麻可以進行紡織，也可製造紙、生物降解塑料、建築材料、食品、動物飼料以及燃料等有用物資。大麻種子可以做成藥材火麻仁，中醫用來治療便祕、腹瀉；火麻仁也可以榨取火麻油用作烹飪。
人類長久以來種植大麻作為工業纖維，植物油脂、宗教用途以及藥用。大麻种植简便、生长迅速、对环境的适应能力极强、耐贫瘠、抗逆性强、适生性广、喜光照、光合作用效率高、不需施肥，是一種對環境友善的經濟作物。